# Richard Johansson
Richard Johansson (n. 18 iunie 1882, Gävle, Comitatul Gävleborg, Suedia – d. 24 iulie 1952, Gävle, Comitatul Gävleborg, Suedia) a fost un patinator artistic suedez, medaliat olimpic. A participat la o ediție a Jocurilor Olimpice (1908) în care a câștigat o medalie de argint.

## Participări
Lista de mai jos prezintă principalele competiții la care a participat Richard Johansson de-a lungul carierei.
- figure skating at the 1908 Summer Olympics – men's singles[*]